# 沙南蔚氏祠堂
沙南蔚氏祠堂，是位于中国山东省泰安市东平县沙河站镇沙南村的一个清代古建筑，2023年入选泰安市第六批文物保护单位。
沙南蔚氏祠堂或称蔚氏家祠、蔚氏家庙，立山起脊式建筑，现存正殿三间，经过重修。